# Mộ Dung Nại
Mộ Dung Nại (慕容耐) hay Mộ Dung San (慕容删) (? - 12/285) là một tù trưởng của Mộ Dung bộ Tiên Ti.
Ông là em trai của tù trưởng Mộ Dung Thiệp Quy. Tháng 12 năm Thái Khang thứ 4 (298), huynh trưởng Thiệp Quy qua đời, ông đã thành công trong việc đoạt lấy chính quyền, song không thành công khi truy sát Mộ Dung Hối- con trai của huynh trưởng.
Tháng thứ 12 năm Thái Khang thứ 5 (285), Mộ Dung Nại bị thuộc hạ diệt trừ.